# Artur Martirossjan
Artur „mararthur1“ Martirossjan (russisch Артур Мартиросян; englische Transkription Artur Martirosyan; auch Artur Martirosian; * 5. Juli 1997 in Woronesch) ist ein professioneller russischer Pokerspieler.
Martirossjan hat sich mit Poker bei Live-Turnieren mehr als 12,5 Millionen US-Dollar erspielt und ist damit der zweiterfolgreichste russische Pokerspieler. Er ist zweifacher Braceletgewinner der World Series of Poker und gewann im Jahr 2021 das Main Event der European Poker Tour, ein Turnier der Super High Roller Series Europe sowie das Main Event der Eurasian Poker Tour. Darüber hinaus zählt er zu den erfolgreichsten Onlinespielern.

## Persönliches
Martirossjan spielte als Kind Schach und hatte in der Schule ein Interesse an Mathematik. Nach seinem Abschluss begann er ein Studium der Wirtschaftswissenschaften an der Staatlichen Universität Woronesch, führte dieses aber nicht zu Ende.

## Pokerkarriere

### Online
Martirossjan spielt seit Juli 2014 Onlinepoker. Auf der Plattform PokerStars verwendet er den Nickname mararthur1, bei GGPoker sowie partypoker nutzt er seinen echten Namen. In seinen Anfängen wurde der PokerStars-Account des Russen gehackt und sein Guthaben geklaut. Als er sich an den Support wandte und dieser Dokumente zur Verifizierung anforderte, fiel auf, dass Martirossjan noch minderjährig war und sein Account wurde für sechs Monate gesperrt.
Der Russe entschied bereits zahlreiche hochdotierte Turniere für sich, so gewann er u. a. im Mai 2020 innerhalb weniger Tage zwei Events der Variante No Limit Hold’em der Spring Championship of Online Poker auf PokerStars, wofür er knapp 430.000 US-Dollar erhielt. Auf partypoker erzielte er im April 2020 neun Geldplatzierungen bei den Poker Masters Online. Dadurch sicherte sich Martirossjan Preisgelder von knapp 1,3 Millionen US-Dollar und belegte den zweiten Platz im Rennen um das Purple Jacket. Ebenfalls neunmal kam er bei der von Juli bis September 2020 auf GGPoker ausgespielten World Series of Poker Online (WSOPO) auf die bezahlten Plätze. Nach acht Geldplatzierungen bei der WSOPO 2021 sowie sechs Geldplatzierungen bei der WSOPO 2022 gewann der Russe bei der WSOPO 2023 die Heads-Up Championship, wofür er mit rund 425.000 US-Dollar sowie einem Bracelet prämiert wurde.
Seine kumulierten Turnierpreisgelder liegen auf PokerStars bei über 4,5 Millionen US-Dollar. Bei GGPoker erspielte sich Martirossjan bislang knapp 21,5 Millionen US-Dollar. Insgesamt liegen seine Online-Gewinne bei fast 27 Millionen US-Dollar, was ihn nach Niklas Åstedt und Simon Mattsson zum dritterfolgreichsten Onlineturnierspieler macht.

### Live

#### Werdegang
Seine erste Geldplatzierung bei einem Live-Turnier erzielte Martirossjan im Oktober 2017 in Sotschi. Ende März 2018 kam der Russe erstmals beim Main Event der European Poker Tour (EPT) in die Geldränge und belegte in Sotschi den mit umgerechnet knapp 15.000 US-Dollar dotierten 25. Platz. Darüber hinaus kam er Ende August 2018 in Barcelona sowie 2019 zweimal in Sotschi, einmal in Monte-Carlo und erneut in Barcelona ebenfalls auf die bezahlten Plätze des EPT-Main-Events. Im März 2020 spielte Martirossjan bei der partypoker Live Millions Super High Roller Series in Sotschi. Dort erreichte er zwei Finaltische, die ihm Preisgelder von 582.000 US-Dollar einbrachten. Ende März 2021 setzte sich der Russe beim Main Event der EPT Sochi durch und sicherte sich eine Siegprämie von umgerechnet knapp 330.000 US-Dollar. Bei der Super High Roller Series Europe im nordzyprischen Kyrenia entschied er im August 2021 das sechste Turnier für sich und erhielt den Hauptpreis von 1,4 Millionen US-Dollar. Im November 2021 gewann Martirossjan in Sotschi auch das Main Event der Eurasian Poker Tour, das mit umgerechnet rund 100.000 US-Dollar dotiert war. Bei der EPT Barcelona siegte er Mitte August 2022 bei einem High Roller und erhielt rund 540.000 Euro. Beim PokerStars Caribbean Adventure auf den Bahamas belegte der Russe im Januar 2023 den mit knapp 680.000 US-Dollar dotierten dritten Platz im Main Event und wurde wenige Tage später Fünfter beim PSPC Super High Roller, was ihm weitere 854.800 US-Dollar einbrachte. Anfang Mai 2023 erreichte er bei der EPT Monte-Carlo drei Finaltische sowie den 14. Platz beim Main Event. Insbesondere aufgrund eines Sieges bei einem 25.000 Euro teuren Side-Event sicherte sich Martirossjan Preisgelder von über 700.000 Euro. Im Juni 2023 erzielte er seine ersten drei Geldplatzierungen bei der Hauptturnierserie der World Series of Poker im Horseshoe Las Vegas und Paris Las Vegas, was ihm aufgrund von Schwierigkeiten mit seinem Visum zuvor nicht möglich war. Dort wurde der Russe u. a. beim Super High Roller Zweiter und erhielt sein bislang höchstes Preisgeld von knapp 3,3 Millionen US-Dollar. Mitte Dezember 2023 gewann er das Flip & Go der erstmals ausgetragenen World Series of Poker Paradise auf den Bahamas und erhielt rund 110.000 US-Dollar sowie sein zweites Bracelet.

#### Preisgeldübersicht
Mit erspielten Preisgeldern von über 12,5 Millionen US-Dollar ist Martirossjan nach Igor Kurganow der zweiterfolgreichste russische Pokerspieler.
| Jahr   | Preisgeld (in $) | Turniersiege |
| ------ | ---------------- | ------------ |
| 2017   | 835              | 0            |
| 2018   | 41.278           | 0            |
| 2019   | 86.313           | 0            |
| 2020   | 620.994          | 0            |
| 2021   | 2.097.102        | 4            |
| 2022   | 1.772.824        | 3            |
| 2023   | 7.968.481        | 2            |
| gesamt | 12.587.827       | 9            |

### Braceletübersicht
Martirossjan kam bei der WSOP 39-mal ins Geld und gewann zwei Bracelets:
| Jahr   | Buy-in (in $) | Turnier                   | Teilnehmer | Preisgeld (in $) |
| ------ | ------------- | ------------------------- | ---------- | ---------------- |
| 2023 O | 10.000        | Heads Up NLH Championship | 127        | 424.698          |
| 2023 P | 00.800        | Flip & Go                 | 767        | 110.591          |